# مابؤة (حديبو)

تعديل مصدري - تعديل

مابؤة هي إحدى قرى مديرية حديبو التابعة لمحافظة سقطرى، بلغ تعداد سكانها 66 نسمة حسب تعداد اليمن لعام 2004.